# نيو أورلينز باكانيرز
نيو أورلينز باكانيرز (بالإنجليزية: New Orleans Buccaneers)‏ هو نادي كرة سلة أمريكي تأسس في 1967 ، يقع مقره الرئيسي في نيو أورلينز.